# 吉原道臣
吉原 道臣（よしはら みちおみ、1981年10月29日 - ）は、東京都新宿区出身の元プロ野球選手（投手）。
現役時代には横浜ベイスターズに所属。『暫定大魔神』という愛称が付けられた。現役引退後は、OA機器販売会社のオフィス24に勤務しながらシッティングバレーボールの普及活動に携わった後に、焼き鳥屋を経営。

## 経歴

### プロ入り前
日大豊山高校3年生の夏に、東東京大会の2回戦で、6回参考ながらノーヒットノーランを記録。日本大学への進学後は、1年春にリーグ戦で先発勝利したが1学年上に館山昌平、堤内健、1学年下に那須野巧がいて登板機会は限られ、東都大学野球のリーグ戦で19試合1勝3敗を記録した。高校からの1学年後輩に桑原義行、大学では1学年上に大野隆治、村田修一らがいた。
大学卒業後には、ホンダで都市対抗野球でも登板、2006年の大学・社会人ドラフト会議で横浜ベイスターズから6巡目で指名。同年11月28日に入団契約を結んだ。背番号は45。

### プロ入り後
2007年には、公式戦の開幕を一軍で迎えると、開幕3戦目であった4月1日の読売ジャイアンツ戦（横浜スタジアム）で5番手投手として一軍デビュー。しかし、対戦した打者4人全員に四球を与えるという内容で、すぐに二軍へ降格した。降格後は、イースタン・リーグ公式戦で先発・リリーフの両方を経験。3勝1セーブを挙げた。
2008年には、シーズン初の出場選手登録が6月まで持ち越された。しかし、登録後の一軍公式戦では、初登板の試合から11試合連続無失点を記録した。7月6日の阪神タイガース戦では7回から2イニングを無失点に抑え、8回裏にチームが3点を勝ち越したため初勝利の権利を得たが、9回2アウトから寺原隼人が逆転を許し、初勝利を逃した。シーズン通算では25試合の登板で8ホールドを記録したが、夏場に調子を落としたため、一軍定着までには至らなかった。なお、この年に結婚している。
2009年には、イースタン・リーグ公式戦13試合に登板。しかし、故障の影響で、一軍公式戦への登板機会はなかった。
2010年には、イースタン・リーグ公式戦で11試合に登板したが、2桁台の防御率を記録。また、2年連続で一軍公式戦への登板機会がなく、10月1日に戦力外通告を受けた。11月10日には、現役続行への道を求めて、第1回12球団合同トライアウトに参加。しかし、他球団からの獲得のオファーがなかったため、現役を引退した。

### 現役引退後
2011年5月に個人ブログを開設。同年4月から製薬会社に勤務していることを明かしたが、1年半ほどで退職。
2014年10月にオフィス24へ転職。営業部を経て、2015年6月から広報室兼人事広報部へ異動。また、異動を機にシッティングバレーボールチームが社内に結成されたことから、チームの責任者としても活動。選手として日本選手権に出場したり、一般人も参加できる教室を月に1回のペースで開いたりしている。

## プレースタイル・人物
140km/h台（最速151km/h）のストレートと、カットボール・カーブ・落差の大きいフォークを投げた。吉原自身は、横浜への入団が決まった際に、「（当時同球団のクローザーとして活躍していた）クルーン投手のような速球派の投手になって、1日も早く一軍のマウンドに立ちたい」という抱負を明かしていた。後に『暫定大魔神』という愛称が付けられたのは、このようなピッチングスタイルや救援主体の起用法が、現役時代に『大魔神』と呼ばれたOBの佐々木主浩と通じることによる。
横浜時代には、前期と後期で2種類のサインが存在。後期のサインには、自身の名前にちなんで「道」と記していた。
現役引退後からシッティングバレーボールの普及活動に関わったのは、勤務先のオフィス24が日本シッティングバレーボール協会とスポンサー契約を結んでいることによる。吉原は、自身のプレー経験を基に、「野球もシッティングバレーも奥が深い」「前後の移動や座りながらのプレーは難しいけど、（シッティングバレーは）チームスポーツなので楽しい。障害者支援の一つとして、少しでも力になりたい」と述べている。2018年7月からは駒込で焼き鳥屋「酔串亭　笑吉」を経営していたが2023年2月をもって閉店。

## 詳細情報

### 年度別投手成績
| 年 度     | 球 団     | 登 板 | 先 発 | 完 投 | 完 封 | 無 四 球 | 勝 利 | 敗 戦 | セ 丨 ブ | ホ 丨 ル ド | 勝 率 | 打 者 | 投 球 回 | 被 安 打 | 被 本 塁 打 | 与 四 球 | 敬 遠 | 与 死 球 | 奪 三 振 | 暴 投 | ボ 丨 ク | 失 点 | 自 責 点 | 防 御 率 | W H I P |
| --------- | --------- | ----- | ----- | ----- | ----- | -------- | ----- | ----- | -------- | ----------- | ----- | ----- | -------- | -------- | ----------- | -------- | ----- | -------- | -------- | ----- | -------- | ----- | -------- | -------- | ------- |
| 2007      | 横浜      | 3     | 0     | 0     | 0     | 0        | 0     | 0     | 0        | 0           | ----  | 21    | 3.0      | 5        | 0           | 7        | 0     | 1        | 2        | 0     | 0        | 2     | 2        | 6.00     | 4.00    |
| 2008      | 横浜      | 25    | 1     | 0     | 0     | 0        | 0     | 2     | 0        | 8           | .000  | 129   | 28.0     | 34       | 5           | 10       | 1     | 3        | 22       | 2     | 0        | 20    | 20       | 6.43     | 1.57    |
| 通算：2年 | 通算：2年 | 28    | 1     | 0     | 0     | 0        | 0     | 2     | 0        | 8           | .000  | 150   | 31.0     | 39       | 5           | 17       | 1     | 4        | 24       | 2     | 0        | 22    | 22       | 6.39     | 1.81    |

### 記録
- 初登板：2007年4月1日、対読売ジャイアンツ3回戦（横浜スタジアム）、9回表に5番手で救援登板、0/3回1失点
- 初奪三振：2007年8月26日、対東京ヤクルトスワローズ15回戦（明治神宮野球場）、7回裏にアレックス・ラミレスから
- 初ホールド：2008年6月18日、対千葉ロッテマリーンズ4回戦（横浜スタジアム）、7回表に2番手で救援登板、1回無失点
- 初先発：2008年9月11日、対広島東洋カープ21回戦（広島市民球場）、3回5安打4失点で敗戦投手[9]

### 背番号
- 45 （2007年 - 2010年）